# 301 г. пр.н.е.
301 (триста и първа) година преди новата ера (пр.н.е.) е година от доюлианския (Помпилийски) римски календар.

## Събития

### В Азия
- Коалицията насочена срещу Антигон I Монофталм настъпва във Фригия и в битката при Ипса обединените сили на Селевк I Никатор и Лизимах разгромяват силите на Антигон, който загива на бойното поле.[1]
- Победителите си разделят владенията на Антигон. Това позволява на Лизимах да придобие цяла Мала Азия до планините Тавър, но без Витиния, Понт, Киликия (дадена на Плейстарх), както и някои отделни градове и малки земи в Ликия, Памфилия и Писидия, които остават за Птолемей I. Селевк окупира Сирия, но без Коилесирия, която е заета от Птолемей и въпреки че за момента спора за нея е приглушен нейната собственост става в бъдеще повод за избухването на Сирийските войни.[1]
- Касандър не предявява териториални претенции, в замяна на което очаква управлението му в Македония да бъде необезпокоявано.[1]
- Селевк насочва усилията си към създаването на Сирийския тетраполис (мрежа от четири важни градове основани от него), за да превърне Сирия в сърцето на обширната си империя.[1]

### В Римската република
- Диктатор е Марк Валерий Корв.[2]

## Починали
- Антигон I Монофталм, македонски пълководец, който след смъртта на Александър Велики придобива Памфилия, Ликия, Голяма Фригия, става един от най-важните диадохи и основават царската династия на Антигонидите (роден 382 г. пр.н.е.)